# Буск
Буск (укр. Буськ) је град регионалног значаја Лавовске области у Украјини и административни центар Буског региона.
Град се налази на реци западни Буг, 51 km североисточно од града Лвова и 5 km од железничке станице Красное.

## Историја
На локацији древног насеља у Буску археолошким истраживањима пронађени су остаци насеља и предмета културе линеарнотракасте керамике, који се датирају на средину 5. век п. н. е. и древне словенска културе из периода 8-9. века. Трагови насеља датирају у време владавине словенског вође Божа. Буск је као град постојао већ у 8. веку и био је центар племенског савеза Бужана, који су живели на обали реке Западни Буг. 
Град Бужск је први пут споменут у хроници „Повест минулих лета” из 1097. године. Од тада па до краја 9. века град је био у рукама различитих владара. Кнез Давид Игоревич лишен владимирског престола, преселио се у Буск и тамо преместио своју престоницу.
У 14. веку, добро утврђен град-тврђава Буск је одиграо улогу испоставе на граници Галицијско-Волинијске кнежевине. Спаљен је током инвазије Монгола 1241. године.
У другој половини 14. века град је са остатком Галиције пао под пољску власт. Почетком 15. века постао је важан трговачки и занатски центар. Већ 1411. г. Буск је био један од првих градова у Галицији који је добио права по Закон о Магдебуршком праву. Битан атрибут градске власти је градски грб.
Пошто је био у близини Черног шлаха, одакле су кримски Татари вршили пљачкашке упаде у Украјине, Буск је почео да расте као одбрамбени центар од прве половине 15. века. Погодна локација значајно је олакшала његову брзо оживљавање. У периоду 1539-1641 постојала је прва производња папира на коме је штампана „Острожска Библија” (1581. Иван Федоров). Почетком 17. века Буск је био један од највећих градова руске провинције Пољске кнежевине. Велики број река, ровови, поља, мочварна низина компликована веза између појединих делова града, у исто време дао је Буску јединствен изглед, због чега је прозван „Галицијска Венеција”.
Године 1772, након прве поделе Пољске, Буск пао под аустријску власт, и под њеном влашћу је био све до пада Аустроугарске 1918. године. 1746. су већ постојале пијаце и ткачке радионице. У наредном веку - продавнице: крзна, кројачи, пивнице. Крајем 19. века, град је ушао у ред средњих провинцијских градова. Због историјских и економских процеса Буск се нашао на маргинама индустријског развоја, јер се није уздигао изнад нивоа малог града.
Од 1919. до 1939. године Буск је био под пољском владавином.

### Совјетски период
Нападом немачких трупа на Пољску 1. септембра, 1939, почео је Други светски рат 1939. године. Црвена армија је 17. септембра 1939. ушла на територију источне Пољске - западну Украјину, и 28. септембра 1939. потписан је Споразум о пријатељству и границама између Совјетског Савеза и Немачке. 27. октобра 1939. успостављена је совјетска власт. Град је постао Совјет, власти су национализовале предузећа, одузели имања. Од 14. новембра 1939. године Буск је у склопу Украјинске ССР.
Дана 22. јуна 1941. године немачки војници су напали СССР, започео је Велики отаџбински рат. Град је 1. јула (30. јуна) 1941, окупирала немачка војска. Током окупације, град је претрпео велику штету. Совјетске трупе Првог украјинског фронта ослободиле су 18. јула, 1944, Буск и Лавов.

## Партнерски градови
- Staicele

## Галерија
- Црква Светог Николаја
- Синагога